# Meloe rufipes
Meloe rufipes is een keversoort uit de familie van oliekevers (Meloidae). De wetenschappelijke naam van de soort is voor het eerst geldig gepubliceerd in 1856 door Bremi-Wolf.